# Londýnské oko

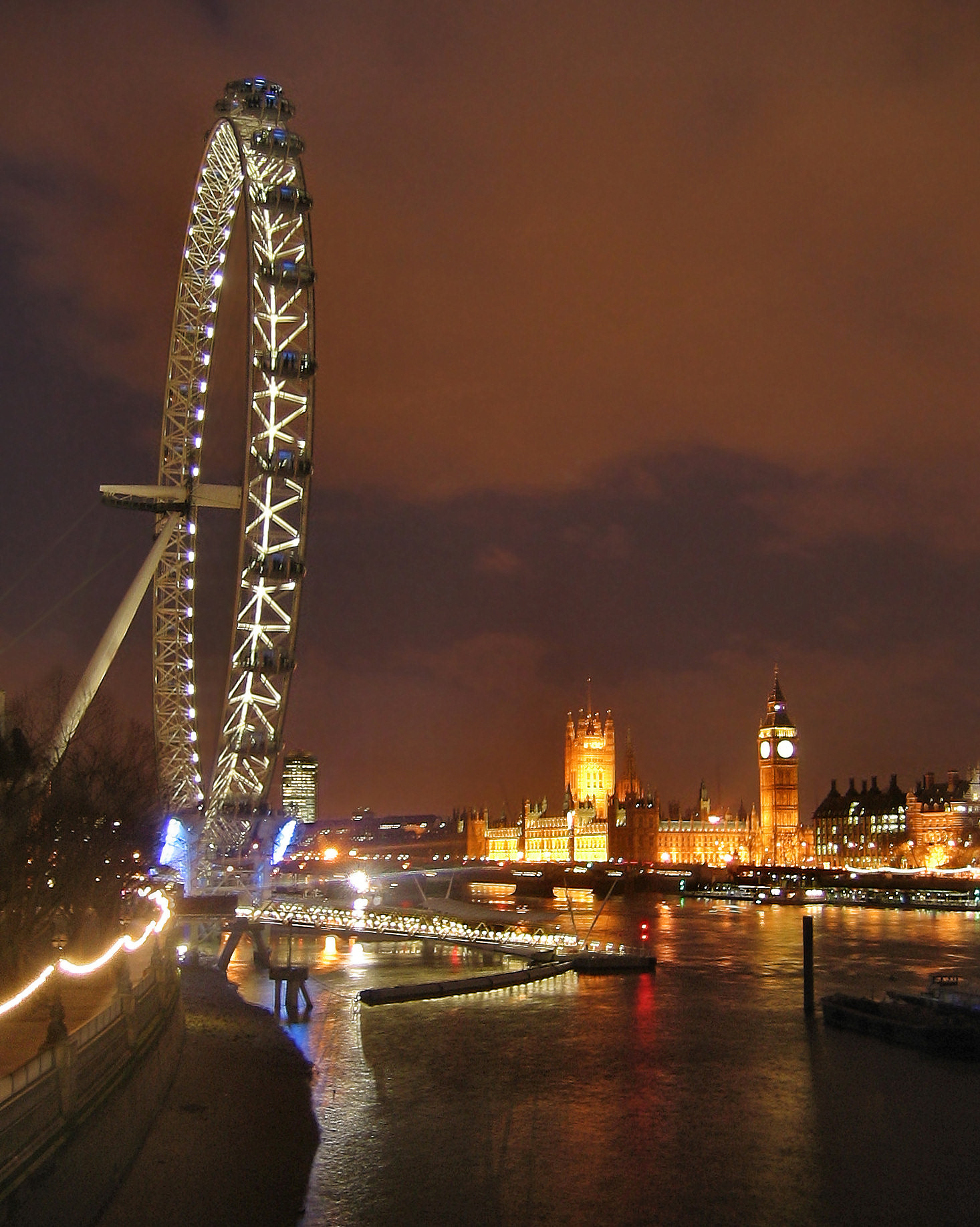
Londýnské oko v noci

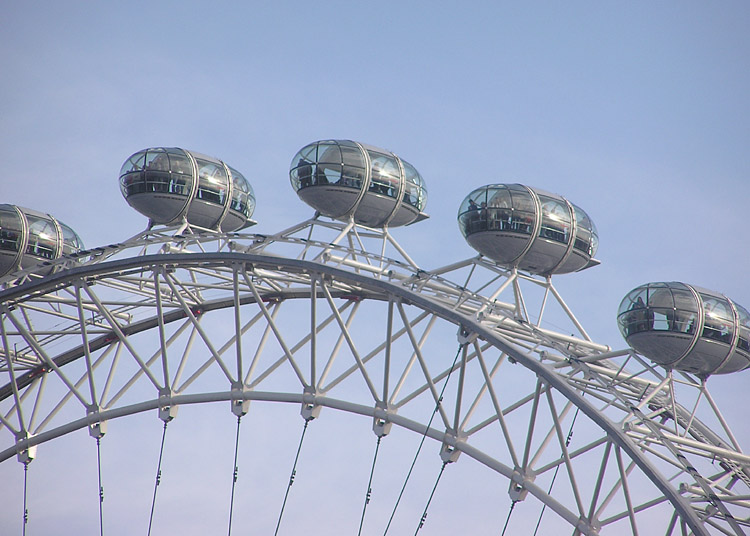
Kabinky na vrcholu kola

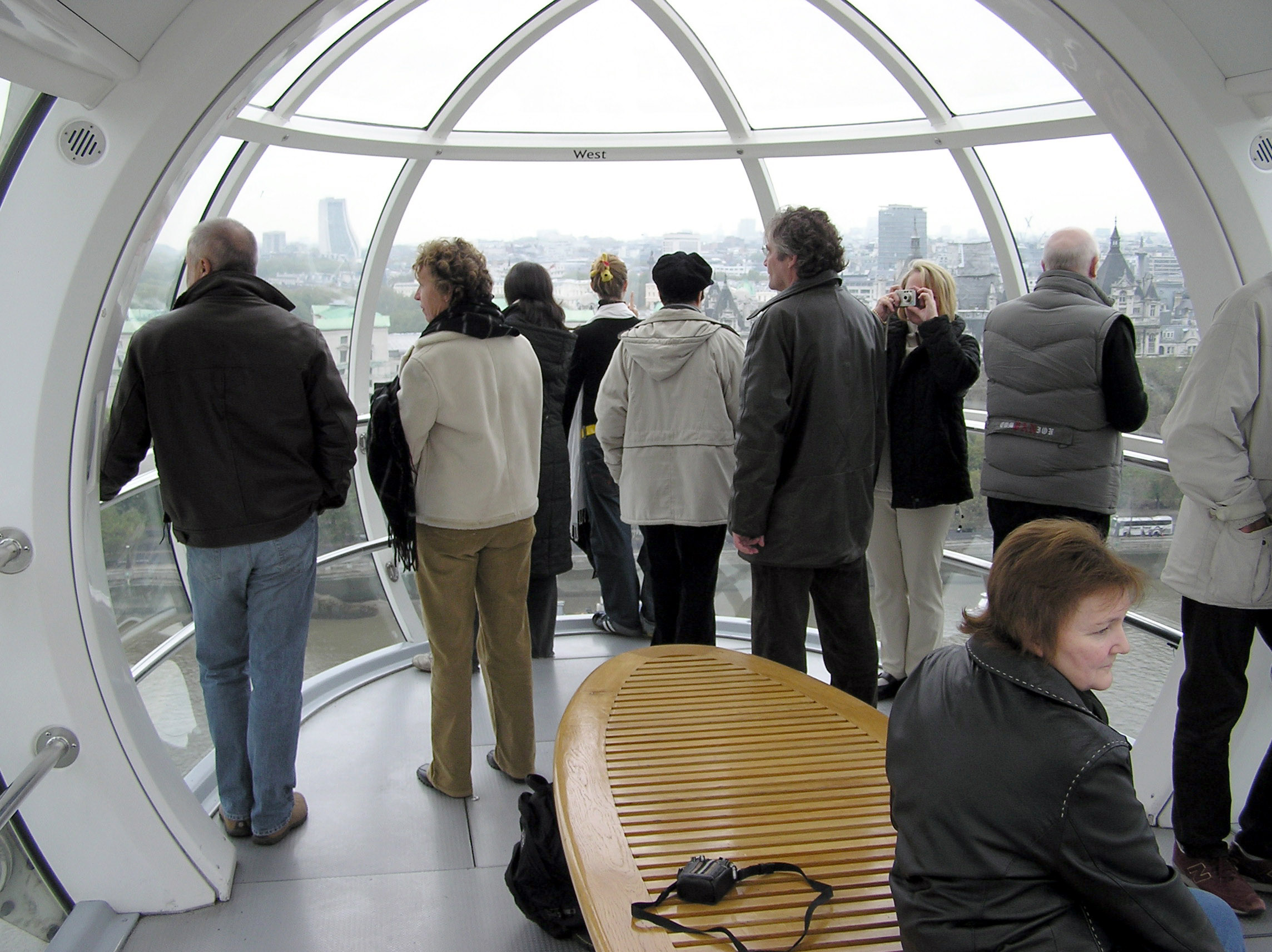
Vnitřek kabiny

Londýnské oko, anglicky London Eye (někdy také označováno Millennium Wheel, tedy Kolo tisíciletí) je vyhlídkové kolo vysoké 135 m. Stojí na západním okraji Jubilee Gardens na jižním nábřeží řeky Temže v Londýnském obvodu Lambeth mezi Westminsterským a Hungerfordským mostem. Sousedí s County Hall a na druhém břehu Temže stojí Ministerstvo obrany ve Westminsteru. Bylo od roku 1999 do roku 2022 největší v Evropě (do roku 2006 i na světě).

## Historie
Autory návrhu kola byli architekti David Marks, Jule Barfieldová, Malcolm Cook, Mark Sparrowhawk, Steven Chilton a Nic Bailey. Britové vytvořili hlavní otáčecí část, konstrukce vlastního kola vznikla v Nizozemí, ložiska a náboj kola byly vyrobeny v České republice, hřídel, na které se kolo otáčí, byla vyrobena v Německu, kabiny pro cestující vznikly ve Francii a lana jsou z Itálie.
Kolo nese 32 klimatizovaných kabinek pro cestující, uchycených na vnějším kruhu kola. Rychlost pohybu kabin je 0,26 m/s (asi 0,93 km/h) takže jedna otáčka trvá asi 30 minut. Kolo běžně nezastavuje pro nástup cestujících, protože pohyb je natolik pomalý, že cestující jsou schopni pohodlně vystoupit a nastoupit. Výjimkou je zastavení pohybu pro nástup invalidních nebo starších cestujících. Londýnské oko není prvním podobným typem kola stojícím na tomto místě. Daleko menší kolo podobného typu stálo na konci 19. století naproti stanice Earls Court.
Londýnské oko bylo sestaveno po částech, které byly k místu montáže dopraveny na lodích po Temži a sestaveny na plovoucích pontonech. Poté, co bylo kolo sestaveno, bylo vyzvedáváno jeřáby do požadované polohy. Kolo bylo vztyčováno rychlostí 2 stupně za hodinu až do náklonu 65 stupňů, kde zůstalo postaveno asi týden, protože stavbaři museli provést přípravy pro druhou fázi vztyčování. Celková hmotnost kola je 1 700 tun. Z českého pohledu může být zajímavé, že lité ocelové části, jako jsou hlavní hřídel, její závěsy a klouby konstrukce, byly vyrobeny českou firmou Škoda.
Kolo bylo slavnostně otevřeno 31. prosince 1999, ačkoli ještě nebylo z technických důvodů, až do května 2000, zpřístupněno pro veřejnost. Kolo je provozováno společností Tussauds Group, ale financovala je firma British Airways.
Londýnské oko se stalo výraznou dominantou města a velmi populární turistickou atrakcí. Nedávno[kdy?] bylo v anketě pořádané společností Pringles zvoleno nejlepší světovou turistickou atrakcí.

## Současnost
Do července 2002 kolo navštívilo asi 8,5 milionu cestujících a i vlivem tohoto úspěchu bylo původní povolení, jehož platnost byla 8 let, upraveno lambethskou radnicí na povolení trvalé.
I když je Londýnské oko v uvedeno v Guinnessově knize rekordů jako nejvyšší vyhlídkové kolo na světě, byl již oznámen záměr stavby dvou vyšších kol v Los Angeles (170 m) a Šanghaji (200 m).
Dřívější vlastnictví kola bylo rozděleno mezi British Airways (33 %), Tussauds Group a jeho tvůrce. Dnes[kdy?] už je situace jiná.
Navzdory své popularitě je Londýnské oko finančně ztrátové. V polovině roku[kdy?] dosahovaly dluhy asi 25 milionů liber. Většina z nich je dána úroky z nákladných půjček na jeho stavbu a poplatky ve výši 4 % z ceny vstupenek, které si účtuje společnost Tussaud za řízení provozu.[kdy?]

## Doprava

### Železnice
- Waterloo station

### Metro
- Westminster (trasy Jubilee, District a Circle )
- Waterloo (trasy Waterloo & City, Bakerloo, Jubilee a Northern )

### Říční doprava
- Waterloo Pier